# Elżbieta Janina Radzikowska
Elżbieta Janina Radzikowska – polska lekarka pulmonolożka i internistka.

## Życiorys
Elżbieta Radzikowska w 1981 ukończyła z wyróżnieniem studia medyczne na Akademii Medycznej w Warszawie. Uzyskała specjalizację I stopnia z chorób wewnętrznych (1985) oraz z wyróżnieniem II stopnia z chorób płuc. W 1988 doktoryzowała się w Instytucie Gruźlicy i Chorób Płuc w Warszawie na podstawie napisanej pod kierunkiem Ewy Rowińskiej-Zakrzewskiej pracy Wybrane aspekty rodzinnego występowania raka płuca. W 2017 habilitowała się tamże w dziedzinie nauk medycznych, przedstawiwszy dzieło Rola prozapalnych cytokin i czynników wzrostowych w patogenezie, diagnostyce, monitorowaniu przebiegu klinicznego i odpowiedzi na leczenie w wybranych rzadkich śródmiąższowych chorobach płuc. W 2023 otrzymała tytuł profesora nauk medycznych i nauk o zdrowiu.
W 1982 rozpoczęła pracę w Instytucie Gruźlicy i Chorób Płuc w Warszawie, pracując jako młodsza asystentka (1982–1985), starsza asystentka (1985–1989), adiunktka (od 1992), a następnie profesorka. W latach 1987–1995 prowadziła zajęcia na Akademii Medycznej w Warszawie.
Członkini Polskiego Towarzystwa Ftyzjopneumonologicznego, European Respiratory Society, The European Society for Medical Oncology, American Society of Clinical Oncology, Polskiego Towarzystwa Chorób Płuc.